# Leichtathletik-Weltmeisterschaften 1983/3000 m Hindernis der Männer

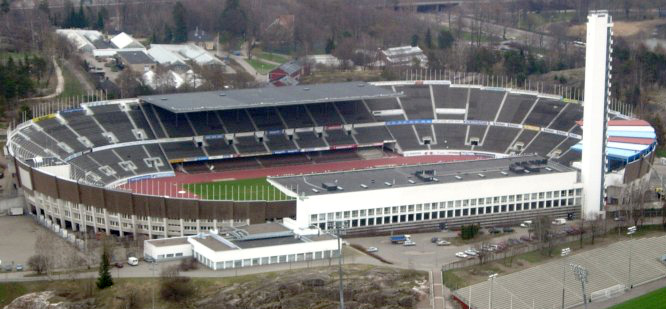
Das Olympiastadion in Helsinki

Der 3000-Meter-Hindernislauf der Männer bei den Leichtathletik-Weltmeisterschaften 1983 fand am 9., 10. und 12. August 1983 in Helsinki, Finnland, statt.
35 Athleten aus 21 Ländern nahmen an dem Wettbewerb teil. Die Goldmedaille gewann der amtierende Europameister und Vizeeuropameister von 1978 Patriz Ilg aus der BR Deutschland nach 8:15,06 min, Silber ging an den polnischen Vizeeuropameister von 1982 Bogusław Mamiński mit 8:17,03 min. Die Bronzemedaille sicherte sich der Brite Colin Reitz mit 8:17,75 min.

## Rekorde
Vor dem Wettbewerb galten folgende Rekorde:
| Weltrekord               | Henry Rono                                                                  | 8:05,4 min                                                                  | Seattle, Vereinigte Staaten                                                 | 13. Mai 1978                                                                |
| Weltmeisterschaftsrekord | Es gab noch keine WM-Rekorde, die Veranstaltung wurde erstmals ausgetragen. | Es gab noch keine WM-Rekorde, die Veranstaltung wurde erstmals ausgetragen. | Es gab noch keine WM-Rekorde, die Veranstaltung wurde erstmals ausgetragen. | Es gab noch keine WM-Rekorde, die Veranstaltung wurde erstmals ausgetragen. |

Der WM-Rekord wurde nach und nach auf zuletzt 8:15,06 min gesteigert (Patriz Ilg, BR Deutschland im Finale am 12. August 1983).

## Vorläufe
9. August 1983
Aus den drei Vorläufen qualifizierten sich die jeweils sechs Ersten jedes Laufes – hellblau unterlegt – und zusätzlich die sechs Zeitschnellsten – hellgrün unterlegt – für das Halbfinale.

### Lauf 1
| Platz | Athlet              | Land                   | Zeit (min) |
| ----- | ------------------- | ---------------------- | ---------- |
| 1     | Julius Korir        | Kenia                  | 8:26,63 CR |
| 2     | Domingo Ramón       | Spanien                | 8:27,19    |
| 3     | Henry Marsh         | Vereinigte Staaten     | 8:27,46    |
| 4     | Rainer Schwarz      | BR Deutschland         | 8:27,71    |
| 5     | Graeme Fell         | Vereinigtes Königreich | 8:27,71    |
| 6     | Gabor Marko         | Ungarn                 | 8:27,72    |
| 7     | Mariano Scartezzini | Italien                | 8:27,27    |
| 8     | Joseph Mahmoud      | Frankreich             | 8:29,34    |
| 9     | Shigeyuki Aikyo     | Japan                  | 8:31,27    |
| 10    | Peter Daenens       | Belgien                | 8:39,66    |
| 11    | Ilkka Äyräväinen    | Finnland               | 8:46,23    |
| 12    | Flemming Jensen     | Dänemark               | 8:56,57    |

### Lauf 2
| Platz | Athlet               | Land                   | Zeit (min) |
| ----- | -------------------- | ---------------------- | ---------- |
| 1     | Krzysztof Wesołowski | Polen                  | 8:27,08    |
| 2     | Panayot Kashanov     | Bulgarien              | 8:29,15    |
| 3     | Kiprotich Rono       | Kenia                  | 8:29,25    |
| 4     | Tommy Ekblom         | Finnland               | 8:30,74    |
| 5     | Roger Hackney        | Vereinigtes Königreich | 8:30,90    |
| 6     | William Van Dijck    | Belgien                | 8:32,33    |
| 7     | Rickey Pittman       | Vereinigte Staaten     | 8:32,62    |
| 8     | Brendan Quinn        | Irland                 | 8:34,02    |
| 9     | Hamid Homada         | Marokko                | 8:34,59    |
| 10    | Juan Torres          | Spanien                | 8:41,87    |
| 11    | Mark Adam            | Kanada                 | 9:15,18    |
| 12    | Hana Girma           | Äthiopien              | 9:31,81    |

### Lauf 3
| Platz | Athlet            | Land                            | Zeit (min) |
| ----- | ----------------- | ------------------------------- | ---------- |
| 1     | Colin Reitz       | Vereinigtes Königreich          | 8:22,78 CR |
| 2     | Bogusław Mamiński | Polen                           | 8:22,79    |
| 3     | Patriz Ilg        | BR Deutschland                  | 8:22,97    |
| 4     | Richard Tuwei     | Kenia                           | 8:23,88    |
| 5     | Hagen Melzer      | Deutsche Demokratische Republik | 8:24,23    |
| 6     | Brian Diemer      | Vereinigte Staaten              | 8:24,92    |
| 7     | Peter Renner      | Neuseeland                      | 8:25,66    |
| 8     | Francisco Sánchez | Spanien                         | 8:25,92    |
| 9     | Pascal Debacker   | Frankreich                      | 8:30,79    |
| 10    | Carmelo Ríos      | Puerto Rico                     | 8:47,19    |
| 11    | Eshetu Tura       | Äthiopien                       | 8:53,86    |

## Halbfinale
10. August 1983
Aus den zwei Halbfinalläufen qualifizierten sich die jeweils fünf Ersten jedes Laufes – hellblau unterlegt – und zusätzlich die zwei Zeitschnellsten – hellgrün unterlegt – für das Finale.

### Lauf 1
| Platz | Athlet               | Land                            | Zeit (min) |
| ----- | -------------------- | ------------------------------- | ---------- |
| 1     | Colin Reitz          | Vereinigtes Königreich          | 8:22,91    |
| 2     | Hagen Melzer         | Deutsche Demokratische Republik | 8:23,10    |
| 3     | Henry Marsh          | Vereinigte Staaten              | 8.23,18    |
| 4     | Tommy Ekblom         | Finnland                        | 8:23,28    |
| 5     | Mariano Scartezzini  | Italien                         | 8:23,30    |
| 6     | Francisco Sánchez    | Spanien                         | 8:23,92    |
| 7     | Panayot Kashanov     | Bulgarien                       | 8:31,95    |
| 8     | Richard Tuwei        | Kenia                           | 8:33,29    |
| 9     | Pascal Debacker      | Frankreich                      | 8:36,16    |
| 10    | William Van Dijck    | Belgien                         | 8:39,01    |
|       | Rainer Schwarz       | BR Deutschland                  | DNF        |
|       | Krzysztof Wesołowski | Polen                           | DNS        |

### Lauf 2
| Platz | Athlet            | Land                   | Zeit (min) |
| ----- | ----------------- | ---------------------- | ---------- |
| 1     | Bogusław Mamiński | Polen                  | 8:20,81 CR |
| 2     | Patriz Ilg        | BR Deutschland         | 8:20,83    |
| 3     | Julius Korir      | Kenia                  | 8:21,07    |
| 4     | Joseph Mahmoud    | Frankreich             | 8:21,29    |
| 5     | Domingo Ramón     | Spanien                | 8:21,61    |
| 6     | Roger Hackney     | Vereinigtes Königreich | 8:22,44    |
| 7     | Graeme Fell       | Vereinigtes Königreich | 8:23,22    |
| 8     | Brian Diemer      | Vereinigte Staaten     | 8:23,39    |
| 9     | Peter Renner      | Neuseeland             | 8:25,72    |
| 10    | Gabor Marko       | Ungarn                 | 8:32,42    |
| 11    | Shigeyuki Aikyo   | Japan                  | 8:33,29    |
| 12    | Kiprotich Rono    | Kenia                  | 8:33,97    |

## Finale

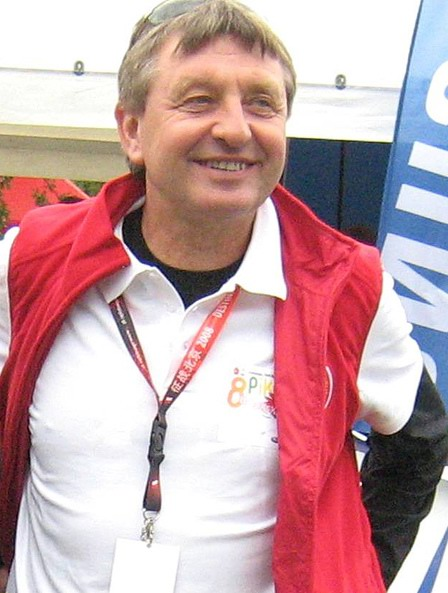
Vizeweltmeister Bogusław Mamiński

12. August 1983
| Platz | Athlet              | Land                            | Zeit (min) |
| ----- | ------------------- | ------------------------------- | ---------- |
|       | Patriz Ilg          | BR Deutschland                  | 8:15,06 CR |
|       | Bogusław Mamiński   | Polen                           | 8:17,03    |
|       | Colin Reitz         | Vereinigtes Königreich          | 8:17,75    |
| 4     | Joseph Mahmoud      | Frankreich                      | 8:18,32    |
| 5     | Roger Hackney       | Vereinigtes Königreich          | 8:19,38    |
| 6     | Graeme Fell         | Vereinigtes Königreich          | 8:20,01    |
| 7     | Julius Korir        | Kenia                           | 8:20,11    |
| 8     | Henry Marsh         | Vereinigte Staaten              | 8:20,45    |
| 9     | Mariano Scartezzini | Italien                         | 8:21,17    |
| 10    | Domingo Ramón       | Spanien                         | 8:21,32    |
| 11    | Hagen Melzer        | Deutsche Demokratische Republik | 8:21,33    |
| 12    | Tommy Ekblom        | Finnland                        | 8:21,50    |

## Video
- 3000m Steeplechase Final - World Athletic Champs, Helsinki 1983 auf youtube.com, abgerufen am 31. März 2020